# Leskea investis
Leskea investis là một loài Rêu trong họ Leskeaceae. Loài này được (Mitt.) Mitt. mô tả khoa học đầu tiên năm 1859.